# 丸紅

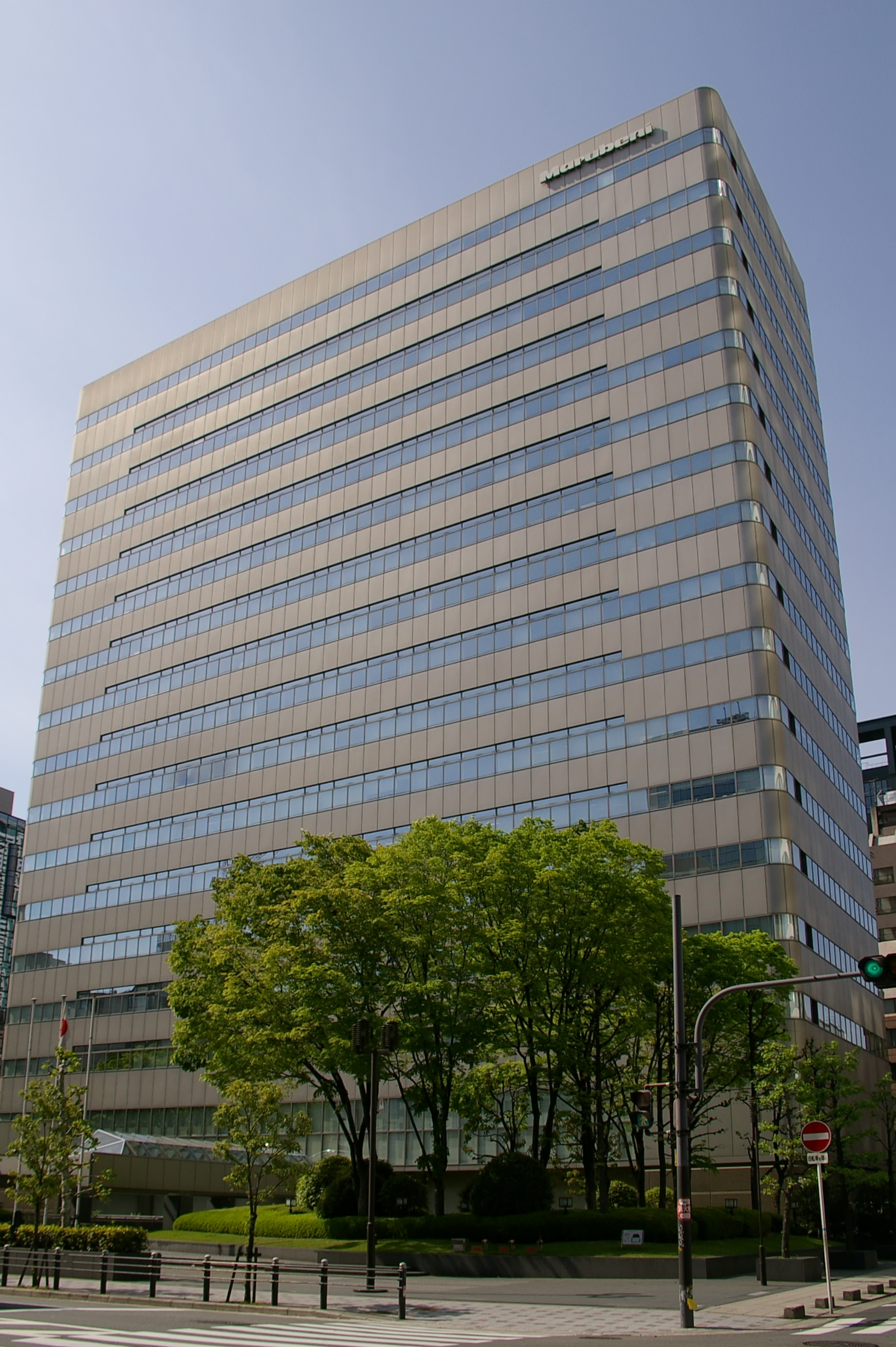
丸紅大阪支社，位於大阪市中央區，過去曾為丸紅本社。

丸紅株式會社（Marubeni Corporation）是日本的五大綜合商社之一，經營項目橫跨食品、造紙、化學、能源、金屬、鋼鐵、電機、船舶、運輸、物流、金融、保險、不動產等等諸多領域。丸紅總部設於東京，旗下有數十家子公司與關係企業，遍布日本國內與全世界。含丸紅自身在內，旗下多家公司的股票在日本的主要證券交易所，如東京、大阪、JASDAQ等掛牌上市。2008年丸紅的合併營收達10兆6316億日圓。
丸紅與日本另一家知名總合商社伊藤忠商事有著相同的歷史淵源。

## 歷史
- 江戶時代末期的安政五年（1858年），15歲的伊藤忠兵衛以走販的方式從大坂（即現在的大阪）批入麻布到泉州、紀州販賣起家。
- 明治五年（1872年），於大阪開設「紅忠」商號買賣吳服及棉麻布品。
- 明治十七年（1884年），改稱「丸紅」[1]。
- 「伊藤本店」在明治廿六年（1893年）改為「伊藤糸店」，此為伊藤忠商事之始。
- 大正七年（1918年），忠兵衛之子，伊藤精一忠兵衛將公司分拆為「伊藤忠商事」與「伊藤忠商店」，其中「伊藤忠商店」於1921年又與伯父伊藤長兵衛所創立的「伊藤長兵衛商店」合併，成為「株式会社丸紅商店」。
- 二戰期間，丸紅商店與伊藤忠商事合併為「大建産業」，但日本投降後又在駐日盟軍總司令部（GHQ）的財閥解體政策下分拆為4家企業，其一即丸紅株式会社。
- 1970年當時與三井、三菱合成為スリーエム(3M)，但後來伊藤忠與安宅產業合併後實力大增，以及住友商事的實力增強，加上捲入當時的洛克希德事件，造成丸紅逐漸衰弱
- 2017年，丸紅贊助2017年阿斯塔納世界博覽會日本館的建設及營運[2]。

## 新聞事件
2014年，丸紅商社因違反美國海外反腐敗法(FCPA)被美國法院起訴，丸紅在該案中承認為確保能獲得價值1億1800萬美元的印尼蘇門答臘塔拉罕火力發電站工程訂單，與法國阿爾斯通公司的美國子公司合謀行賄印尼國家官員數十萬美元，美國法院最後判決丸紅需支付罰款8800萬美元。

## 外部連結
- 官方網站（页面存档备份，存于）（简体中文）
- 官方網站（页面存档备份，存于）（日語）/（英文）